# Mont Kanmuri (Hiroshima)
Pour les articles homonymes, voir Mont Kanmuri (Gifu).
Le mont Kanmuri (冠山, Kanmuri-yama), aussi appelé mont Yoshiwa Kanmuri (吉和冠山, Yoshiwa Kanmuri-yama), est une montagne sise sur le territoire de la municipalité de Hatsukaichi dans la préfecture de Hiroshima au Japon. Kanmuri est un nom commun pour les montagnes au Japon; la préfecture de Hiroshima compte six montagnes de ce nom, d'où le préfixe « Yoshiwa ».

## Géographie
Culminant à 1 339 m d'altitude, le Yoshiwa Kanmuri se trouve à l'extrémité occidentale des monts Chūgoku et fait partie du parc quasi national de Nishi-Chūgoku Sanchi. Les plateaux de la base méridionale du mont Yoshiwa Kanmuri disposent de grandes plantations de renge tsutsuji (rhododendron) et la zone est désignée « monument naturel » par la préfecture de Hiroshima.
L'Ōta-gawa prend sa source dans les flancs de la montagne.